# 盧卡斯·吉奧里托
盧卡斯·佛洛斯特·吉奧里托（英語：Lucas Frost Giolito，1994年7月14日—），為美國職棒大聯盟的投手，目前效力於波士頓紅襪，先前曾效力於國民、白襪、天使與守護者等隊。他在2012年美國職棒大聯盟選秀於第一輪16順位被華盛頓國民選走，並於2016年登上大聯盟。

## 職業生涯

### 小聯盟
2012年7月13日，吉奧里托在簽約截止日結束前30秒成功與國民隊簽約。不過該月月底他的手肘動了湯米·約翰手術。
2013年至2016年，吉奧里托的表現都算不錯，每年他都平均升上更高一個層級。其中他在2014年入選未來之星明星賽。

### 華盛頓國民
2016年6月28日，吉奧里托登上大聯盟。他在初登板投了4局無失分，僅被擊出1支安打。

### 芝加哥白襪
2016年12月7日，國民隊將吉奧里托、Reynaldo López和丹恩·唐寧交易至白襪隊，換來亞當·伊頓。2017年開季，吉奧里托從國際聯盟出發。他在8月27日拿下大聯盟首勝。該年他先發7場，拿下3勝3敗，防禦率2.38。
2018年，他先發32場，拿下10勝13敗，防禦率6.13。他送出125次三振卻也投出美聯最多的90次保送。他的觸身球、暴投及被擊出全壘打數也都排在聯盟前十名。
2019年，吉奧里托的表現與過去判若兩人。他在上半季拿下先發9連勝，其中5月23日面對太空人更是拿下完封勝。他也在5月拿下美聯最佳投手。他上半季的好表現也讓他生涯首度入選明星賽。9月16日，球隊為了保護他的手臂而讓他提前結束球季。總計他該年拿下14勝9敗，防禦率3.41，送出228次三振。
2020年，吉奧里托對匹茲堡海盜隊投出一場101球、13次三振、僅1次保送的無安打比賽，這是白襪隊史第19次無安打比賽，也是白襪隊自2012年4月21日Philip Humber對西雅圖水手隊投出完全比賽以來的第1場無安打。

## 個人生活
吉奧里托的爸爸Rick是一名電影監製，他的媽媽Lindsay、爺爺Warren和弟弟Casey都是演員。而他兩個叔叔Mark和Scott分別是電視寫手和作家。吉奧里托在2018年結婚，他的妻子是一位獸醫。

## 外部連結
- 球員資訊和成績在MLB ，ESPN ，Retrosheet ，Baseball Reference ，Baseball Reference (Minors) ，Fangraphs ，The Baseball Cube （英文）

| 奖项与成就           | 奖项与成就                         | 奖项与成就           |
| -------------------- | ---------------------------------- | -------------------- |
| 前任： 賈斯丁·韋蘭德 | 投出無安打比賽的投手 2020年8月25日 | 繼任： 艾列克·米爾斯 |